# 漢威資本
华润资本地产基金管理有限公司（前称漢威資本），華潤集團旗下公司，总部位于香港灣仔，是在2006年成立，提供专注投资大中华地区的房地产专项投资公司。
其主要業務资本募集、项目投资、物业开发、资产管理及项目退出服务。而過往曾投資貴陽、蘇州、香港、北京、重慶物業投資，但由於進行架構重組，現時只北京及重慶地區物業投資。現任董事长宋林，總經理任榮。
旗下基金包括：華潤伊斯蘭地產基金一號、華潤國際地產基金一號、華潤國際地產基金二號、華潤中國商場穩定收入基金一號，以及華潤中國商場開發基金一號。
2015年5月漢威資本更名为华润资本地产基金管理有限公司